# Contrôle en boucle fermée
En régulation, un contrôle en boucle fermée est une forme de contrôle d'un système qui intègre la réaction de ce système (appelée rétroaction ou en anglais, « feedback »). Un exemple est un régulateur de vitesse présent sur les automobiles. L'opposé du contrôle en boucle fermée est le contrôle en boucle ouverte, qui ne prend pas en compte de rétroaction.

## Fonction de transfert
Voici un exemple général présentant la fonction de transfert d'un système en boucle fermée.
|  | {\displaystyle {\dfrac {C(p)}{R(p)}}={\dfrac {G(p)}{1+G(p)H(p)}}} |